# Fukuro gaeshi zenjutsu
Fukuro gaeshi zenjutsu bedeutet übersetzt Eulen-Rückkehr-Technik und ist eine Taktik (Chikairijutsu), die von den Ninja verwendet wurde, bei der einer von ihnen ins Lager des Feindes überlief und zum Schein seinen eigenen Fürsten verriet. In einer Krisensituation verriet er dann den Fürsten des Feindes.